# Cobitis lutheri
Cobitis lutheri es una especie de peces de la familia Cobitidae en el orden de los Cypriniformes.

## Reproducción
Es ovíparo.

## Morfología
• Los machos pueden llegar alcanzar los 12 cm de longitud total.

## Hábitat
Vive en zonas de clima templado.

## Distribución geográfica
Se encuentra en la  cuenca del río Amur, el lago Khanka, la isla de Sajalín y la península de Corea.